# 森特勒爾縣區 (伊利諾伊州蘭道夫縣)
森特勒爾縣區（英語：Precincts (United States)）是位於美國伊利諾伊州蘭道夫縣的一個縣區。

## 地方資料
根據2010年美國人口普查的數據，森特勒爾縣區的面積為81.70平方千米，當中陸地面積為80.50平方千米，而水域面積為1.20平方千米。當地共有人口445人，而人口密度為每平方千米5.45人。